# Enbaqom
Enbaqom (forme guèze du nom biblique Habacuc) est un moine chrétien et écrivain religieux éthiopien d'origine arabe, ayant vécu au XVIe siècle, mort au début des années 1560. C'est un saint de l'Église éthiopienne, célébré le 21 du mois de miyazya (29 avril).

## Biographie
On conserve à son propos un Gädl (Vie de saint) rédigé à la fin du XVIe siècle. Selon L. Ricci, l'auteur de ce texte n'avait que des notions très vagues (« assai vaghe notizie ») sur les origines et la jeunesse du personnage. Enbaqom était un Arabe dont le nom était à l'origine Abū 'l-Fatḥ. Dans son ouvrage Anqașa Amin, il dit lui-même à deux reprises qu'il fut d'abord musulman. Selon le Gädl, « son pays était le Yémen bien connu, qui est le pays à l'ouest du Fārs » ; mais selon la liste rimée des abbés de Däbrä Libānos, il fut conduit par le Saint-Esprit dans ce monastère « ěm 'aräbihā läfārs » (litt. : « de l'occident de la Perse »). L. Ricci défend l'idée que son pays devait bien être le Yémen, mais d'autres spécialistes (E. Cerulli, E. J. van Donzel) penchent plutôt pour l'Irak : dans l'Anqașa Amin, il dit avoir été attiré déjà dans sa patrie par le christianisme, témoigne d'une connaissance de la littérature polémique arabo-chrétienne, et semble avoir côtoyé des chrétiens nestoriens, toutes choses qui cadrent mieux avec l'Irak qu'avec le Yémen (où il est peu probable qu'il y ait eu encore des chrétiens au XVe siècle). 
Curieusement, le Gädl dit d'abord qu'il appartenait à la famille princière du Yémen, et ensuite le présente comme un marchand. Son père était donc musulman, mais sa mère d'origine juive. Le jeune Abū 'l-Fatḥ s'enfuit de son pays natal à la suite d'un conflit avec sa famille causé par son attitude critique envers l'islam. D'après l'Anqașa Amin, les doutes qu'il exprima sur le verset 3:55 du Coran (passage consacré à Jésus et aux chrétiens) soulevèrent une vive controverse avec un grand cadi.
Abū 'l-Fatḥ débarqua en Éthiopie alors qu'il était jeune homme (« wärēzā »), mais adulte (« běșuhä amțān ») ; il était accompagné d'un serviteur qui était un ancien officier éthiopien fait prisonnier par des musulmans du sultanat d'Adal sous le règne de l'empereur Eskender et vendu comme esclave à un Yéménite. Il resta d'abord trois ans auprès du bāḥr nägāš Zäkāryās, puis se rendit à la cour d'Eskender, qui le reçut avec bienveillance sur la recommandation de l'officier. Il séjourna deux ans à la cour, jusqu'à la mort de l'empereur dans une campagne militaire (7 mai 1494), qui fut suivie d'affrontements violents pour la succession : l'officier mit alors son ancien maître, toujours étranger et musulman, en sûreté en le conduisant dans sa province natale, appelée Märḥa Bētē. On peut donc facilement calculer qu'Abū 'l-Fatḥ arriva en Éthiopie en 1489, et qu'il dut naître vers 1470.
Ensuite, tourmenté par sa crise religieuse, et conduit par un miracle, le jeune Arabe se rendit au monastère de Däbrä Libānos, où il fut accueilli par l'abbé Pēțros et par un maître spirituel appelé Habtä Maryam. Il fut baptisé chrétien par l'abbé lui-même. Après instruction dans le nēbāb bēt (en principe deux ou trois ans), il prit l'habit de novice (normalement pendant trois ans), puis devint moine de plein exercice. Peu de temps après, il fut ordonné diacre, puis prêtre, par le Métropolite Marqos. Celui-ci le retint comme collaborateur, et ensuite il resta pendant plusieurs années auprès du chef de l'Église (dans la capitale impériale Bärārā). Pendant cette période, selon le Gädl, il apprit le copte, l'hébreu, l'arménien et le syriaque.
À un certain moment, l'abbé Pețros rappela Enbaqom à Däbrä Libānos. Il s'ensuivit un conflit violent entre l'abbé et le Métropolite, qui ne voulait pas se séparer de son collaborateur. L'empereur Lebna Dengel, alors régnant, confia le soin de trancher la dispute à une commission de hauts responsables ecclésiastiques, qui décida qu'Enbaqom devait retourner dans son couvent. Cependant, tout en restant sous la juridiction de l'abbé, il continua à s'absenter régulièrement du monastère pour des activités religieuses diverses.
Après la mort de l'abbé Pețros, Enbaqom fut désigné par le sort (entre douze candidats) comme son successeur à la tête du monastère, onzième supérieur de l'établissement depuis Takla Haymanot. Cette promotion eut sans doute lieu en 1524. Elle était problématique : Enbaqom est le seul étranger à avoir jamais occupé cette charge (alors que le chef de l'Église, le Métropolite, était déjà un Égyptien) ; d'autre part, sa proximité avec l'Abouna et le clergé séculier de la capitale a pu déplaire à une partie des moines. Toujours est-il qu'au bout de trois ou quatre ans seulement, un collectif de moines accusa l'abbé de lèse-majesté auprès de l'empereur. Celui-ci confia l'affaire à un tribunal ecclésiastique, qui (à l'instigation du « juge le plus influent », précise le Gädl) condamna Enbaqom à mort. Grâce à l'intervention des sœurs de l'empereur, celui-ci commua la peine en un exil dans un lieu appelé Gunči.
Au bout d'un an, à la suite de démarches de moines et ermites, le souverain rappela Enbaqom d'exil, mais celui-ci refusa lui-même (selon le Gädl) de reprendre son poste. Il se retira dans une contrée désertique nommée Warab. Quand les troupes musulmanes d'Ahmed Gragne envahirent cette région, quelque temps plus tard, il s'en alla au pays des Gāfāt, puis encore plus loin au pays Bizāmo, où lui et ses disciples virent leur vie menacée par la population locale. De cet exil lointain, il adressa un écrit à Ahmed Gragne.
Après la mort de l'empereur Lebna Dengel (2 septembre 1540), son successeur Gälāwdēwos manda Enbaqom auprès de lui et le retint comme conseiller dans la guerre contre Ahmed Gragne. Vers la fin de ce règne, très âgé et fatigué, l'abbé demanda la permission de se retirer de la cour. Le souverain lui donna, à lui et à ses disciples, un domaine dans la province de Shewa. Peu de temps après, Gälāwdēwos fut tué dans un combat contre les musulmans (23 mars 1559).
Dès son avènement, l'empereur Menas, frère du précédent, qui nourrissait une grande admiration pour Enbaqom, décida de le rétablir à la tête de Däbrä Libānos. Il prit un décret ordonnant à tous les « fils de Takla Haymanot » (les moines de la maison-mère et de tous les couvents qui en dépendaient) d'obéir à l'abbé de son choix.
Selon le Gädl, Enbaqom mourut un an plus tard à l'âge de cent trente-sept ans. Cependant le colophon du manuscrit BL or. 812, qui contient la traduction en guèze de la chronologie d'Ibn al-Rāhib, indique qu'elle fut réalisée par « l'Itchégué Enbaqom, traducteur de [l'empereur] Sarsa Dengel », lequel, successeur de Menas, monta sur le trône en février 563. En tout cas, Enbaqom dut avoir quatre-vingt-dix ans vers 1560.

## Œuvre

### Traductions
Enbaqom a réalisé des traductions de textes religieux en guèze depuis l'arabe, sa langue maternelle, et depuis le copte. En outre, d'après le témoignage formel du Père Francisco Álvares, il parlait le portugais, et c'est dans cette langue qu'ils conversaient. Le prêtre portugais ajoute que l'Itchégué connaissait très bien les principales prières en latin. De plus, dans un manuscrit contenant des traductions d'Enbaqom (BL. or. 743), on a relevé des mots italiens, voire plus précisément vénitiens, mêlés à des mots portugais. Quant à la connaissance de l'hébreu, du syriaque et de l'arménien que lui attribue aussi le Gädl, on n'a pas de documentation à ce sujet.
Voici les traductions qu'on lui connaît avec certitude :
- une traduction de l'arabe au guèze du commentaire de Jean Chrysostome sur l'Épître aux Hébreux (trente-quatre homélies), réalisée en 1523 avec un collaborateur nommé « Michel l'Égyptien », probablement un moine de l'entourage du Métropolite Marqos[17] ;
- une traduction en guèze d'une version arabe du roman Barlaam et Joasaph (due à un certain Bar Șaumā ibn Abū 'l-Farağ, non autrement connu), effectuée en 1553 sur la commande de l'empereur Gälāwdēwos ;
- une traduction de l'arabe au guèze de la chronologie historique de l'Égyptien chrétien du XIIIe siècle Ibn al-Rāhib, effectuée (ou achevée), d'après le colophon du manuscrit de la British Library, sous le règne de Sarsa Dengel (donc après février 563) ;
- une traduction de l'arabe au copte, puis du copte au guèze, de l'Apocalypse de saint Jean, non datée[18] ;
- un ensemble de textes liturgiques et exégétiques contenus dans le manuscrit BL or. 743, qui date du XVIIe siècle, mais dont une note indique que ce sont des textes traduits de l'arabe en guèze par Enbaqom.

Il existe aussi un manuscrit de Berlin (Berol. or. qu. 491) comportant des homélies de l'Arägāwi Mänfäsāwi (le « vieillard spirituel », en arabe Al-Shaykh al-rūḥānī, c'est-à-dire Jean de Dalyatha), traduites de l'arabe en guèze en 1517 sur la commande de l'empereur Lebna Dengel, mais A. Dillmann signale que le nom du traducteur a été changé.

### L'Anqașa Amin
Ayant fui avec ses disciples dans les pays de Gāfāt et de Bizāmo (début des années 1530), Enbaqom adressa à l'émir Ahmed Gragne un message où il réfutait la religion musulmane au moyen d'arguments pris dans le Coran et où il démontrait que Marie est vierge et Mère de Dieu ; il conjurait le conquérant musulman de ne pas dévaster les églises ni mettre à mort les moines et les pauvres. Le Gragne lui répondit par écrit que lui aussi croyait à la Torah, à l'Évangile et aux livres des Prophètes révélés par Dieu, et promit solennellement de ne pas brûler les églises ni tuer les moines et les pauvres, pourvu qu'on ne lui résiste pas ; il incita Enbaqom à développer son argumentation, comme celui-ci l'avait proposé. C'est de cet échange épistolaire préalable que sortit l'Anqașa Amin (La Porte de la Foi), traité rédigé à l'origine en arabe et adressé à Ahmed Gragne lui-même (non nommé, mais le destinataire est appelé imām, titre porté par cet émir), et ensuite traduit en guèze. D'après un passage du texte, il a été rédigé exactement en 1540.
Ce traité est donc une apologie du christianisme s'appuyant essentiellement sur le Coran, qu'Enbaqom cite largement, mais de mémoire, précisant qu'il n'en a aucune copie sous la main. C'est le seul livre de la littérature chrétienne en guèze contenant de larges citations du Coran. Enbaqom y soutient que ce livre reconnaît la vérité du christianisme bien plus que les musulmans ne veulent l'admettre. Il pense que l'islam a été inspiré à l'origine par les nestoriens, pour lequel il professe une grande hostilité (rappelant la légende du moine nestorien Bahira, qui aurait reconnu Mahomet comme prophète). Il utilise aussi deux autres arguments remarquables : un argument linguistique (le Coran n'est le livre que d'une seule langue, l'arabe, comme la Bible juive n'est qu'en hébreu, tandis que les Évangiles ne sont liés à aucune langue particulière et sont traduits dans toutes) ; et un argument moral (les lois musulmane et juive comportent des prescriptions pour la guerre et ce genre de choses, tandis que la loi chrétienne est une loi pour les pauvres, étrangère à ces domaines).

## Éditions de textes
- Enrico Cerulli, « Gli abbati di Dabra Libanos, capi di monachismo etiopico, secondo la lista rimata (sec. XIV-XVIII) », Orientalia Christiana Periodica, vol. 12, 1943, p. 226-253, et vol. 13, 1944, p. 137-182.
- Lanfranco Ricci, « Le Vite di Ěnbāqom e di Yoḥanněs abbati di Dabra Libānos di Scioa », Rassegna di Studi Etiopici, vol. 13, 1954, p. 91-120, et vol. 14, 1955-58, p. 69-107.
- Emeri J. van Donzel, Enbaqom. Anqașa Amin (La Porte de la Foi) : Apologie éthiopienne du christianisme contre l'islam à partir du Coran (introduction, texte critique, traduction française), Leyde, E. J. Brill, 1969.